# Jalen Hurts
Jalen Alexander Hurts (* 7. August 1998 in Houston, Texas) ist ein US-amerikanischer American-Football-Spieler auf der Position des Quarterbacks für die Philadelphia Eagles in der National Football League (NFL). Zuvor spielte er College-Football in Oklahoma und Alabama und wurde von den Eagles in der zweiten Runde des NFL Draft 2020 an 53. Stelle ausgewählt.

## Frühe Jahre
Hurts besuchte die Channelview High School in Channelview, Texas. Hurts Vater Averion, war während der gesamten Highschool-Karriere seines Sohns Footballtrainer an der Channelview High School. Als Senior warf Hurts für 2.384 Yards mit 26 Touchdown-Pässen und rannte für 1.391 Yards und 25 Touchdowns. Er wurde als Junior während seiner Highschool-Zeit zum Most Valuable Player (MVP) des Distrikts 21-6A ernannt. Hurts wurde als Vier-Sterne-Talent eingestuft und gehörte zu den besten Dual-Threat-Quarterbacks in der 2016er Klasse. Obwohl Texas A&M nach dem Abgang ihres Quarterbacks, Kyler Murray, die Verpflichtung von Hurts stark anstrebte, scheiterten die Bemühungen schließlich, nachdem Hurts sich am 5. Juni 2015 der University of Alabama verpflichtet hatte. Er wurde von Alabamas Defensive-Line-Coach Bo Davis und Offensive Coordinator Lane Kiffin angeworben. Neben Football betrieb Hurts an der Highschool auch Powerlifting.

## College-Karriere

### Freshman-Saison
Als Freshman in Alabama im Jahr 2016 kämpfte Hurts darum, die Saison als Starting Quarterback zu eröffnen. Blake Barnett begann das erste Spiel gegen die USC Trojans, doch bereits im zweiten Spiel hatte Hurts die Startposition übernommen und war damit der erste Freshman seit Vince Sutton 1984, der seit 32 Jahren als Starting Quarterback für Alabama auflief. Hurts produzierte unter Head Coach Nick Saban eine historische Freshman-Saison. Er warf für 2780 Yards und 23 Touchdowns bei neun Interceptions. Er brachte 62,8 Prozent seiner Pässe an den Mann, und beendete die Saison mit einem Quarterback Rating von 139,12. Er lief insgesamt 954 Yards und 13 Touchdowns und brach damit den College-Rekord in einer Einzelsaison für Rushing-Yards eines Quarterbacks und überbot den bisherigen Rekord von Steadman Shealy von 791 Yards. Er beendete die Saison 2016 mit 36 Touchdowns und brach damit Blake Sims’ bisherigen Rekord für Touchdowns in einer einzigen Saison für die Crimson Tide mit insgesamt 35, den er 2014 aufgestellt hatte. Er war der erste Spieler in der Geschichte Alabamas, der im selben Spiel 300 Yards warf und 100 Yards lief, und der erste Quarterback, der in mehreren Spielen 120 Yards oder mehr lief. Im Iron-Bowl-Spiel gegen Auburn brachte Hurts 75 % seiner Pässe an den Mann, was einen neuen Iron-Bowl-Rekord bedeutete. Alabama beendete die reguläre Saison 2016 mit einer perfekten Bilanz von 12:0. Am 3. Dezember 2016 führte er sein Team zum Sieg in der SEC-Meisterschaft 2016 über die Florida Gators und wurde anschließend zum SEC-Offensivspieler des Jahres, SEC-Freshman des Jahres und von mehreren Zeitschriften zum All-American Freshman ernannt. Hurts erschien am 6. Dezember 2016 auf der Titelseite des Magazins Sports Illustrated College Football Playoff. Am 9. Januar 2017 verlor Alabama das College Football Playoff National Championship Game gegen die Clemson Tigers mit 35:31.

### Sophomore-Saison
Im Jahr 2017 führte Hurts die Crimson Tide erneut in das Spiel um die nationale Meisterschaft. Damit war er der erste Quarterback in diesem Jahrtausend, dem dies in zwei aufeinanderfolgenden Spielzeiten gelang. Als viertgesetztes Team in den College Football Playoffs spielten sie im Sugar Bowl 2018 gegen Clemson. Hurts brachte beim 24:6-Sieg gegen die Tigers 66 % seiner Pässe für 120 Yards an und wurde als offensiver MVP des Spiels ausgezeichnet. Im Finalspiel gegen die Georgia Bulldogs wurde Hurts beim Stand von 0:13 nach der ersten Halbzeit für Freshman Tua Tagovailoa auf die Bank gesetzt, nachdem er nur drei von acht Pässen für 21 Yards vervollständigt hatte. Mit Tagovailoa gewann Alabama das Spiel mit 26:23 nach Overtime. Insgesamt beendete er die Saison 2017 mit 2.081 Pass-Yards, 17 Pass-Touchdowns und einer Interception sowie 855 Rushing-Yards und acht Rushing-Touchdowns.

### Junior-Saison
Nachdem Tagovailoa die Crimson Tide im Jahr zuvor zu einem Comeback-Sieg im National Championship Game geführt hatte, stellte sich die Frage, ob Hurts der Starting Quarterback für Alabama bleiben würde. Im Saisonauftakt gegen Louisville war Tagovailoa der Starter, wobei Hurts als Rotationsspieler ebenfalls eingesetzt wurde. Beim 51:14-Sieg hatte er 70 Pass-Yards, Tagovailoa hatte 227 Pass-Yards und zwei Pass-Touchdowns. Tagovailoa wurde offiziell zum Starter für das nächste Spiel gegen Arkansas State ernannt.
Im SEC Championship Game 2018 löste er den verletzten Tagovailoa ab und führte die Mannschaft zu einem Comeback-Sieg gegen Georgia. Alabama erreichte eine 13:0-Bilanz und sicherte sich einen Platz in den Playoffs.
Hurts schloss sein Bachelorstudium in Kommunikations- und Informationswissenschaften im Dezember 2018 ab.

### Senior-Saison

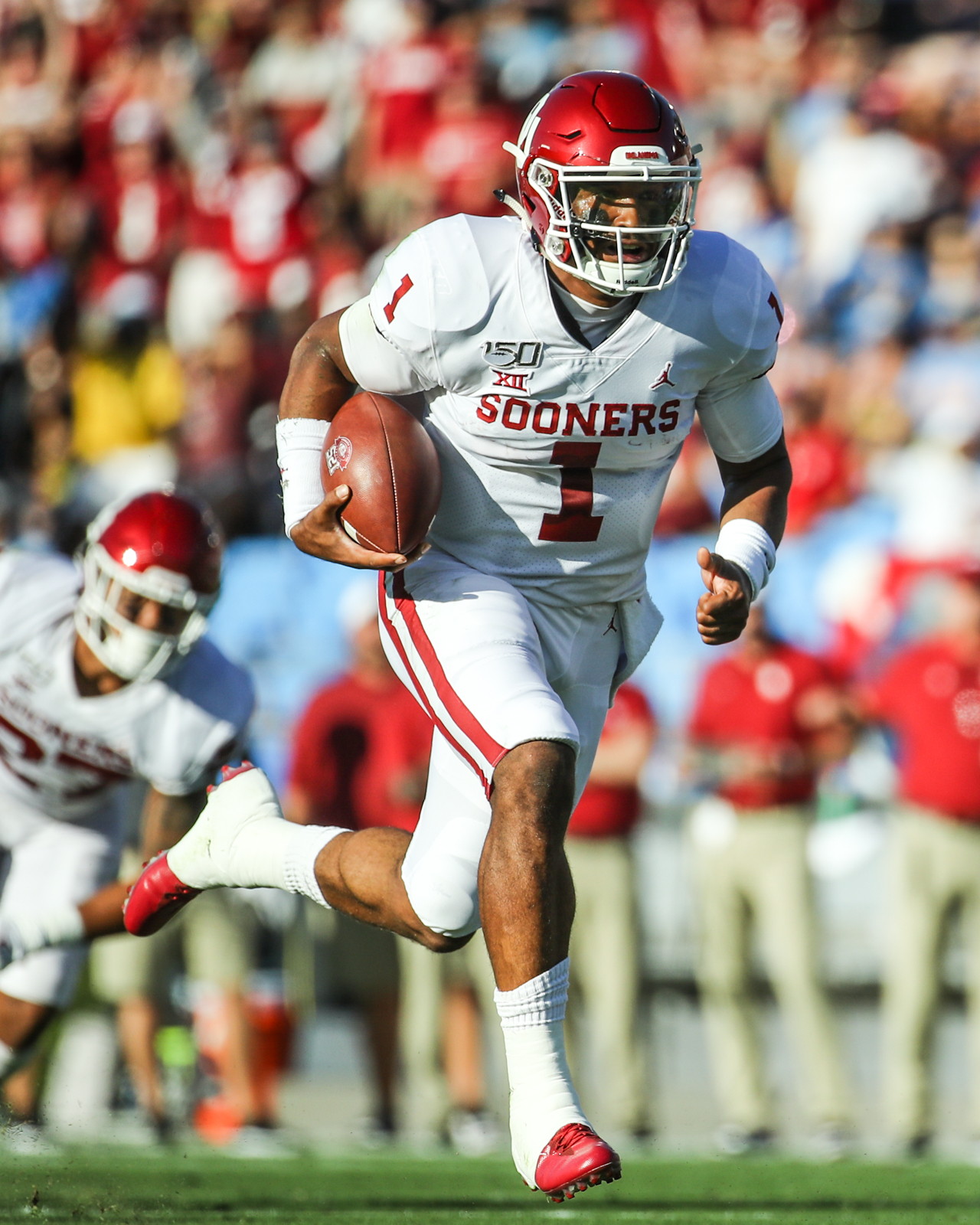
Jalen Hurts für die Oklahoma Sooners (2019)

Am 16. Januar 2019 kündigte Hurts via Social Media an, dass er für sein letztes Studienjahr an die University of Oklahoma wechseln werde. Als Hochschulabsolvent war er für die Saison 2019 spielberechtigt.
In seinem ersten Spiel als Sooner am 1. September 2019 brach Hurts den Rekord von Oklahoma für Yards in einem Debütspiel (der zuvor von Baker Mayfield gehalten wurde, als er 2015 gegen Akron 396 Yards aufstellte), indem er gegen Houston 508 Yards erzielte. Am 28. September hatte er bei einem 55:14-Sieg über Texas Tech 415 Pass-Yards, drei Pass-Touchdowns und eine Interception sowie neun Carries für 70 Yards und einen Lauf-Touchdown. Hurts verhalf Oklahoma zu einem 7:0-Saisonstart. Den ersten Rückschlag erlitt das Team am 26. Oktober gegen Kansas State. Bei der 48:41-Niederlage warf Hurts für 395 Yards und einen Pass-Touchdown, dazu 19 Carries für 96 Rushing-Yards und drei Rushing-Touchdowns. Hurts verhalf Oklahoma zu einer Big-12-Meisterschaft und einem Platz in den College-Football-Playoffs. Die Sooners-Saison endete mit einer 63:28-Niederlage gegen die LSU Tigers im Peach Bowl 2019. Hurts verzeichnete eine erfolgreiche Saison bei den Sooners mit 3.851 Pass-Yards, 32 Pass-Touchdowns und acht Interceptions sowie 1.298 Rushing-Yards und 20 Rushing-Touchdowns. Bei der Wahl zur Heisman Trophy wurde er Zweiter hinter Joe Burrow.

### Statistiken
| Jahr   | Team     | Spiele        | Spiele             | Passspiel          | Passspiel | Passspiel    | Passspiel | Passspiel  | Passspiel     | Passspiel | Laufspiel | Laufspiel | Laufspiel | Laufspiel  |
| Jahr   | Team     | Spiele Gesamt | Spiele als Starter | Erfolgreiche Pässe | Versuche  | Durchschnitt | Yards     | Touchdowns | Interceptions | Rating    | Versuche  | Yards     | Schnitt   | Touchdowns |
| ------ | -------- | ------------- | ------------------ | ------------------ | --------- | ------------ | --------- | ---------- | ------------- | --------- | --------- | --------- | --------- | ---------- |
| 2016   | Alabama  | 15            | 14                 | 240                | 382       | 62,8         | 2780      | 23         | 9             | 139,1     | 191       | 954       | 5,0       | 13         |
| 2017   | Alabama  | 14            | 14                 | 154                | 254       | 60,6         | 2081      | 17         | 1             | 150,7     | 154       | 855       | 5,6       | 8          |
| 2018   | Alabama  | 13            | 0                  | 51                 | 70        | 72,9         | 765       | 8          | 2             | 202,4     | 36        | 186       | 5,2       | 2          |
| 2019   | Oklahoma | 14            | 14                 | 237                | 340       | 69,7         | 3.851     | 32         | 8             | 191,2     | 233       | 1.298     | 6,5       | 20         |
| Gesamt | Gesamt   | 56            | 42                 | 682                | 1.046     | 65,1         | 9.477     | 80         | 20            | 162,6     | 614       | 3274      | 5,33      | 43         |

## NFL

### Saison 2020
Hurts wurde im NFL Draft 2020 in der zweiten Runde an 53. Stelle von den Philadelphia Eagles ausgewählt. Der Pick von Hurts galt für Fans und Medien als überraschend, da die Eagles mit Carson Wentz bereits einen etablierten Quarterback besaßen. In Philadelphia war er zunächst als Absicherung vorgesehen, falls Wentz verletzungsbedingt ausfallen sollte. In den ersten elf Spielen seiner Rookiesaison stand Hurts bei 33 Snaps auf dem Feld, meist bei Trickspielzügen. Da Wentz schwache Leistungen zeigte, wurde er beim Spiel gegen die Green Bay Packers am 13. Spieltag gegen Hurts ausgewechselt. Dabei spielte er besser als Wentz und brachte fünf von zwölf Pässen für 109 Yards, einen Touchdown und eine Interception an. Philadelphia verlor das Spiel mit 16:30. Daraufhin kam Hurts im nächsten Spiel als Starter zum Einsatz. Er führte die Eagles zu einem 24:21-Sieg über die New Orleans Saints und brachte 17 seiner 30 Pässe für 167 Yards und einen Touchdown an. Darüber hinaus erlief er 106 Yards bei 18 Versuchen. Die letzten drei Spiele der Saison verloren die Eagles mit Hurts als Starter. Er kam bei vier Starts auf eine Passquote von 52 % und warf für 1061 Yards, sechs Touchdowns und vier Interceptions. Im Laufspiel erzielte er 354 Yards Raumgewinn und drei weitere Touchdowns.

### Saison 2021
Vor Beginn der Saison 2021 änderte Hurts seine Trikotnummer und trägt fortan die Nummer 1 anstatt der 2. Am 31. August 2021 wurde er von Trainer Nick Sirianni zum Starter für die Philadelphia Eagles ernannt. Zum Saisonauftakt führte er sein Team zu einem 32:6-Auswärtssieg gegen die Atlanta Falcons. Dabei erzielte er drei Touchdowns durch die Luft und konnte ein Passer Rating von 126.4 verzeichnen. Das Spiel gegen die New York Jets in Woche 13 verpasste er aufgrund einer Knöchelverletzung, die er sich im vorherigen Spiel gegen die New York Giants zugezogen hatte. In besagten Spiel startete der Backup-Quarterback Gardner Minshew, der vor der Saison via Trade von den Jacksonville Jaguars verpflichtet wurde und führte die Eagles zu einem 33:18-Sieg. Am 23. Dezember 2021 wurde Hurts als 2021 Pro Bowl Alternative für die NFC bekanntgegeben. Jalen Hurts führte die Eagles in seiner zweiten Saison als Quarterback in die Playoffs, nachdem er in Woche 17 das Washington Football Team mit 20:16 besiegt hatte. In den Play-offs schieden die Eagles mit einer 15:31-Niederlage gegen die Tampa Bay Buccaneers aus, bei der Hurts blass blieb und mit einem Fumble und zwei Interceptions an drei Turnovern beteiligt war.

### Saison 2022
In den ersten drei Spielen der Saison 2022 brachte Hurts 66 von 98 Pässen für 916 Yards und vier Touchdowns an und erlief 167 Yards und drei Touchdowns selbst. Für diese Leistung wurde er von der NFL zum besten Offensivspieler der NFC im September ausgezeichnet. Der letzte Spieler der Eagles, der diese Auszeichnung erhalten hatte, war Carson Wentz im Oktober 2017. Nach einem 29:17-Auswärtssieg bei den Houston Texans wurde Hurts zum ersten Quarterback in der Geschichte der Eagles-Franchise, der die ersten acht Spiele der Saison allesamt gewinnen konnte. In der Woche 12 wurde Hurts mit 157 Rushing Yards, 153 Passing Yards, zwei Touchdowns und einem 40:33-Sieg gegen die Green Bay Packers zum besten NFC-Offensivspieler der Woche gekürt. Zuvor war es noch keinem Spieler gelungen, mehr als 150 Yards in Pässen und Läufen sowie mehrere Touchdowns in einem Spiel zu erzielen. Aufgrund einer Schulterverletzung aus dem Spiel gegen die Chicago Bears verpasste Hurts die Niederlagen gegen die Dallas Cowboys und New Orleans Saints in Woche 16 und 17. Im letzten Spiel der Regular Season kehrte er auf den Platz zurück und führte die Eagles zu einem 22:16-Heimsieg gegen die New York Giants.
Hurts beendete die Regular Season mit 14 Siegen und einer Niederlage als Starter. Mit insgesamt 35 Touchdowns egalisierte er den Franchiserekord von Randall Cunningham aus dem Jahr 1990. Er warf für total 3.701 Yards, erlief 760 Yards und erzielte ein Quarterback Rating von 101,5. Hurts wurde in der Folge zum ersten Mal in seiner Karriere für die Pro-Bowl-Games (früher Pro-Bowl) nominiert und ins All-Pro Second Team gewählt. In der Wahl zum wertvollsten Spieler des Jahres wurde er hinter Patrick Mahomes Zweiter.
In den Playoffs startete Philadelphia als bestplatziertes Team der NFC direkt in der Divisional Round und besiegte dort die New York Giants mit 38:7. Im NFC Championship Game konnten sich die Eagles mit einem 31:7-Erfolg gegen die San Francisco 49ers durchsetzen und zogen in den Super Bowl LVII ein. In diesem warf Hurts für 304 Yards und einen Touchdown. Seine 70 Yards und drei Touchdowns als Läufer stellten beides Rekordwerte für einen Quarterback in einem Super Bowl dar. Hurts unterlief jedoch auch ein Fumble, welcher von Nick Bolton in die Endzone zurückgetragen wurde. Im letzten Spielzug unternahm Hurts den Versuch eines Hail Mary Passes, welcher jedoch zu kurz geriet und die 38:35-Niederlage gegen die Kansas City Chiefs besiegelte.

### Saison 2023
Am 17. April 2023 einigten sich die Philadelphia Eagles mit Hurts auf eine Vertragsverlängerung über fünf Jahre und 255 Millionen Dollar. Der Vertrag enthält Garantien im Wert von 179,3 Millionen Dollar und leistungsabhängige Boni, welche Hurts nochmals 15 Millionen Dollar zusätzlich einbringen könnten. Die Eagles gestanden ihm außerdem eine No-Trade-Klausel zu, welche einen potenziellen Trade zu einem anderen Team nur dann möglich macht, wenn Hurts diesem auch zustimmt. Eine solche Klausel hatte es bei den Eagles bisher noch nie gegeben. Zum Zeitpunkt der Unterschrift war Hurts mit einem durchschnittlichen Jahresgehalt von 51 Millionen Dollar der bestbezahlte Spieler in der NFL-Geschichte. Dieser Rekord ging jedoch nur zehn Tage später an Lamar Jackson über, welcher ebenfalls für fünf Jahre bei den Baltimore Ravens verlängerte, allerdings für total 260 Millionen Dollar.
In Woche 8 der Saison 2023 wurde er nach dem 38:31-Sieg über die Washington Commanders zum NFC Offensive Player of the Week gewählt. Er brachte 76,3 % seiner 38 Pässe an und erzielte dabei einen Raumgewinn von 319 Yards und vier Touchdowns ohne eine Interception. Sein Quarterback Rating betrug 135,7 (bei einem maximal möglichen Wert von 158,3). Die Philadelphia Eagles beendeten die Saison 2023 mit einer 11:6-Bilanz und Platz 2 in der NFC East hinter den Dallas Cowboys. In den Play-offs waren die Eagles bei der 9:32-Niederlage bei den Tampa Bay Buccaneers in der Wild Card Round chancenlos. Hurts spielte dabei trotz eines in der Vorwoche ausgekugelten Mittelfingers seiner Wurfhand, brachte 25 von 35 Pässen für 250 Yards an und erzielte einen Touchdown. In der letzten Spielminute wurde er gegen Marcus Mariota ausgewechselt. Jalen Hurts erlief in dieser Saison gemeinsam mit Josh Allen von den Buffalo Bills die meisten Touchdowns innerhalb einer Spielzeit eines Quarterbacks in der Geschichte der NFL und erzielte mit 4463 Yards Raumgewinn und 38 Touchdowns neue Teamrekorde für die Philadelphia Eagles.

### Saison 2024
Nach einer Regular Season 2024, die die Eagles mit einer 14:3-Bilanz als Divisions-Sieger und zweitbestes Team der NFC abschlossen, hatte Jalen Hurts bei 18 erzielten Pass- und 14 Lauftouchdowns mit einer Completion Rate von 68,7 % den höchsten Wert seiner Karriere zu Buche stehen. Von Woche 6 bis zum Gewinn von Super Bowl LIX erzielte er insgesamt 36 Touchdowns bei nur 3 Turnover. Beim 37:17-Sieg über die Cincinnati Bengals in Woche 7 verzeichnete er mit 132,5 das drittbeste Passer Rating seiner Laufbahn. Hurts war zudem der erste Spieler in der NFL-Geschichte, dem in den Play-offs je mindestens fünf Lauf- und fünf Passtouchdowns in einer Postseason gelangen. Zudem ist er der einzige Spieler in der Geschichte der NFL, der in den Play-offs mindestens 10 Lauf- und 10 Passtouchdowns erzielen konnte. Beim deutlichen 40:22-Sieg über die Kansas City Chiefs erzielte er insgesamt 293 Yards Raumgewinn und 3 Touchdowns bei einem Quarterback Rating von 119,7. Nach dem Gewinn des Super Bowls wurde er zum Super Bowl MVP gewählt.

### Gesellschaftliches Engagement
In der Off-Season vor der Saison 2024 gründete Hurts die Jalen Hurts Foundation zur Betreuung und Förderung der Jugend. Die Stiftung spendete u. a. 200.000 US-Dollar an Schulen für deren Ausstattung. Außerdem setzt er sich für die Stärkung der Rolle der Frauen und ihre Bestrebungen nach Gleichberechtigung ein, insbesondere im Sport. Er wurde ausgewählt als eine der globalen Botschafter für Flag Football bei den Olympischen Spielen 2028, bei denen es erstmal Flag-Football-Wettbewerbe für Männer und Frauen geben soll, und unterstützt die Meisterschaften der Eagles Girls Flag Football League.

### NFL-Statistiken
| Legende | Legende         |
| ------- | --------------- |
|         | Super-Bowl-Sieg |

#### Regular Season
| Jahr   | Team   | Spiele | als Starter | Passspiel | Passspiel | Passspiel | Passspiel | Passspiel | Passspiel | Laufspiel | Laufspiel | Laufspiel | Laufspiel |
| Jahr   | Team   | Spiele | als Starter | Comp–Att  | Comp%     | Yards     | TD        | INT       | QB Rtg    | Läufe     | Yards     | Schnitt   | TD        |
| ------ | ------ | ------ | ----------- | --------- | --------- | --------- | --------- | --------- | --------- | --------- | --------- | --------- | --------- |
| 2020   | PHI    | 15     | 4           | 77–148    | 52,0      | 1061      | 6         | 4         | 77,6      | 63        | 354       | 5,6       | 3         |
| 2021   | PHI    | 15     | 15          | 265–432   | 61,3      | 3144      | 16        | 9         | 87,20     | 139       | 784       | 5,6       | 10        |
| 2022   | PHI    | 15     | 15          | 306–460   | 66,5      | 3701      | 22        | 6         | 101,5     | 165       | 760       | 4,6       | 13        |
| 2023   | PHI    | 17     | 17          | 352–538   | 65,4      | 3858      | 23        | 15        | 89,1      | 157       | 605       | 3,9       | 15        |
| 2024   | PHI    | 15     | 15          | 248–361   | 68,7      | 2903      | 18        | 5         | 103,7     | 150       | 630       | 4,2       | 14        |
| Gesamt | Gesamt | 77     | 66          | 1248–1939 | 64,4      | 14.667    | 85        | 39        | 93,5      | 674       | 3133      | 4,6       | 55        |

Quelle: pro-football-reference.com

#### Play-offs
| Jahr   | Team   | Spiele | als Starter | Passspiel | Passspiel | Passspiel | Passspiel | Passspiel | Passspiel | Laufspiel | Laufspiel | Laufspiel | Laufspiel |
| Jahr   | Team   | Spiele | als Starter | Comp–Att  | Comp%     | Yards     | TD        | INT       | QB Rtg    | Läufe     | Yards     | Schnitt   | TD        |
| ------ | ------ | ------ | ----------- | --------- | --------- | --------- | --------- | --------- | --------- | --------- | --------- | --------- | --------- |
| 2021   | PHI    | 1      | 1           | 23–43     | 53,5      | 258       | 1         | 2         | 60,0      | 8         | 39        | 4,9       | 0         |
| 2022   | PHI    | 3      | 3           | 58–87     | 66,7      | 579       | 3         | 0         | 96,9      | 35        | 143       | 4,1       | 5         |
| 2023   | PHI    | 1      | 1           | 25–35     | 71,4      | 250       | 1         | 0         | 100,9     | 1         | 5         | 5,0       | 0         |
| 2024   | PHI    | 4      | 4           | 65–91     | 71,4      | 726       | 5         | 1         | 108,6     | 34        | 194       | 5,7       | 5         |
| Gesamt | Gesamt | 9      | 9           | 171–256   | 66,8      | 1813      | 10        | 3         | 95,4      | 78        | 381       | 4,9       | 10        |

Quelle: pro-football-reference.com